# Платонівка (зупинний пункт)
Плато́нівка — пасажирський залізничний зупинний пункт Куп'янської дирекції Південної залізниці.
Розташований поблизу села Новоплатонівка, Борівський район, Харківської області на лінії Куп'янськ-Вузловий — Тропа між станціями Імені Олега Крючкова (5 км) та Переддонбасівська (8 км).
Станом на травень 2019 року щодоби три пари приміських електропоїздів здійснюють перевезення за маршрутом Куп'янськ-Вузловий — Святогірськ.